# Reste
Reste (szlovákul: Rešica) község Szlovákiában, a Kassai kerület Kassa-környéki járásában.

## Fekvése
Kassától 29 km-re délnyugatra, a magyar határ mellett fekszik.

## Története
1319-ben említik először.
A 18. század végén Vályi András így ír róla: „RESTE. Restye. Magyar falu Abaúj Vármegyében, földes Urai Ónody, és több Uraságok, lakosai katolikusok, és reformátusok, fekszik mintegy 500 lépésnyire Ida vizétől; határja sovány, legelője sem elegendő, Kanyapta vize is károkat okoz határjában."
Fényes Elek 1851-ben kiadott geográfiai szótárában így ír a faluról: „Reste, magyar falu, Abauj vmegyében, a Kanyapta mellett: 231 rom., 108 g. kath., 195 ref., 23 zsidó l. Ref. sz. egyház. Vizimalom. Jó rét. F. u. többen. Ut. p. Hidas-Németi."
Borovszky monográfiasorozatának Abaúj-Torna vármegyét tárgyaló része szerint: „Mindeddig a Cserehátnak nevezett dombos fennföldön jártunk, mely részben vizválasztója a Hernádnak és Sajónak; most lebocsátkozunk a Kanyapta-völgybe. A völgy peremén van Reste 75 házzal és 477 magyar lakossal. Postája Buzita, távirója Csécs. Itt van Zábrátzky József csinos úrilaka."
A falu nagy betyárja Ónodi Bandi volt. A trianoni diktátumig Abaúj-Torna vármegye Csereháti járásához tartozott, ezután az új csehszlovák állam része lett. 1938 és 1945 között újra Magyarország része.

## Népessége
| Év:            | 1994. | 2004.   | 2014.    | 2024. |
| -------------- | ----- | ------- | -------- | ----- |
| Emberek száma: | 382   | 363     | 325      | 364   |
| Eltérés:       |       | -4,97 % | -10,46 % | +12 % |

| Év:            | 2023. | 2024.   |
| -------------- | ----- | ------- |
| Emberek száma: | 352   | 364     |
| Eltérés:       |       | +3,40 % |

1910-ben 441-en, túlnyomórészt magyarok lakták.
2001-ben 377 lakosából 341 magyar és 35 szlovák.
2011-ben 345 lakosából 250 magyar és 84 szlovák.